# Segregación racial

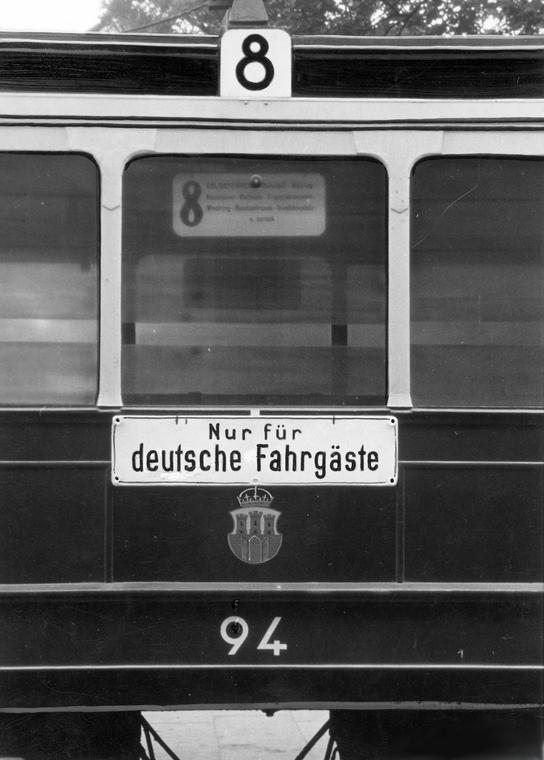
«Nur für deutsche Fahrgäste» (“Solo para pasajeros alemanes”), signo en un bus de Cracovia durante la ocupación nazi en Polonia.

La segregación racial consiste en la separación sistémica de distintos grupos raciales en la vida diaria, ya sea en restaurantes, cines, baños, colegios o a la hora de adquirir o alquilar casas. La segregación puede estar dictada por la ley o también puede existir a través de las normas sociales. Se mantiene de diversas formas, ya sea la discriminación a la hora de contratar a una persona para un puesto de trabajo o alquilar un piso a gente de determinada etnia, hasta la violencia (como los linchamientos). Generalmente, cuando surge una situación en la que los miembros de diferentes etnias prefieren de mutuo acuerdo asociarse y comerciar con personas de su propia etnia, y se puede describir eso como una separación o separación de facto más que como segregación.
La segregación, no obstante, frecuentemente permitía el contacto cercano en situaciones jerárquicas, tales como permitir que una persona de una raza trabaje como sirviente para una persona de otra raza. La segregación puede implicar una separación espacial de las razas, o el uso obligatorio de instituciones diferentes, tales como colegios y hospitales, por parte de personas de razas diferentes.
Algunos ejemplos de sistemas de segregación racial legales fueron las Leyes de Núremberg de la Alemania nazi, las Leyes Jim Crow de Estados Unidos y el sistema del apartheid en Sudáfrica y Namibia (bajo ocupación sudafricana como una provincia denominada África del Sudoeste). Si bien los sistemas mencionados anteriormente ya dejaron de existir, aún persisten casos de racismo y sistemas que lo apoyan en varias partes del mundo.

## Historia

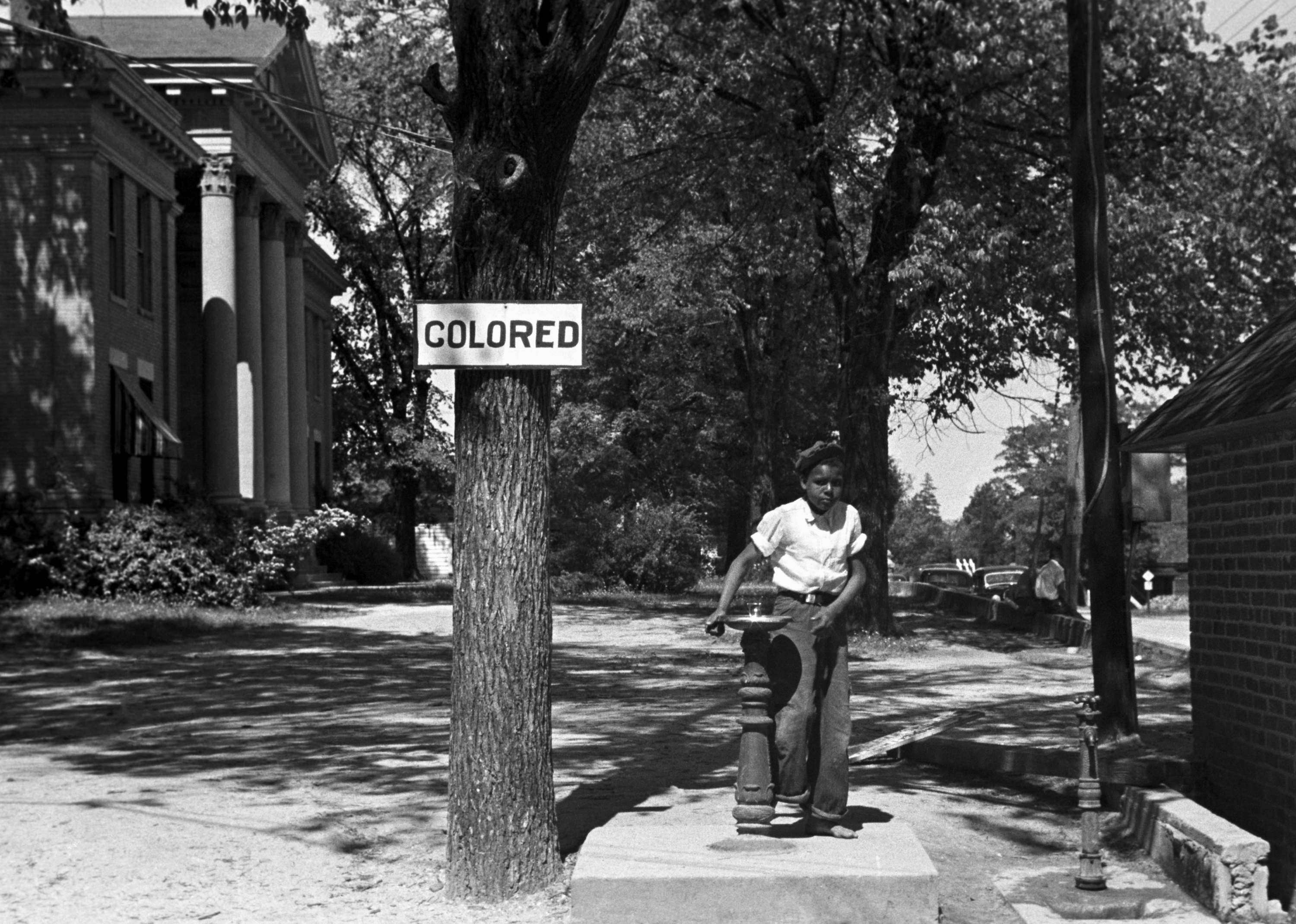
Una joven afroamericana en una pileta de agua destinada para el uso de personas negras, en Carolina del Norte (Estados Unidos), 1938.

Históricamente, varios conquistadores (entre ellos, mongoles, bantúes africanos y aztecas norteamericanos) han practicado una discriminación que implicaba la segregación de los pueblos sometidos. La segregación racial se ha dado en todas las partes del mundo en las que ha habido comunidades multirraciales. Con el paso del tiempo y el desarrollo del concepto de derechos humanos a partir del siglo XIX, la segregación racial comenzó a disminuir en intensidad y frecuencia.
Aunque menos frecuente y notorio que en otras épocas de la historia, en el siglo XX se registraron algunos de los casos más emblemáticos de segregación racial, destacando las políticas de la Alemania nazi, la segregación racista contra los afroamericanos en Estados Unidos principalmente hasta los años 1960 y el apartheid sudafricano.

## Convenciones contra la segregación racial
La Declaración Universal de los Derechos Humanos, adoptada en 1948, indica que "toda persona tiene los derechos y libertades proclamados en esta Declaración, sin distinción alguna de raza", siendo uno de los documentos más relevantes contrarios a la discriminación y segregación racial.
En el artículo 2 de la Convención Internacional sobre la Represión y el Castigo del Crimen de Apartheid de 1973, se define el crimen de apartheid como:

1.  La denegación a uno o más miembros de uno o más grupos raciales del derecho a la vida y a la libertad de la persona:
  1. Mediante el asesinato de miembros de uno o más grupos raciales;
  2. Mediante atentados graves contra la integridad física o mental, la libertad o la dignidad de los miembros de uno o más grupos raciales, o su sometimiento a torturas o a penas o tratos crueles, inhumanos o degradantes;
  3. Mediante la detención arbitraria y la prisión ilegal de los miembros de uno o más grupos raciales;

2. La imposición deliberada a uno o más grupos raciales de condiciones de existencia que hayan de acarrear su destrucción física, total o parcial;
3. Cualesquiera medidas legislativas o de otro orden destinadas a impedir a uno o más grupos raciales la participación en la vida política, social, económica y cultural del país y a crear deliberadamente condiciones que impidan el pleno desarrollo de tal grupo o tales grupos, en especial denegando a los miembros de uno o más grupos raciales los derechos humanos y libertades fundamentales, entre ellos el derecho al trabajo, el derecho a formar asociaciones sindicales reconocidas, el derecho a la educación, el derecho a salir de su país y a regresar al mismo, el derecho a una nacionalidad, el derecho a la libertad de circulación y de residencia, el derecho a la libertad de opinión y de expresión y el derecho a la libertad de reunión y de asociación pacíficas;
4. Cualesquiera medidas, incluidas las de carácter legislativo, destinadas a dividir la población según criterios raciales, creando reservas y guetos separados para los miembros de uno o más grupos raciales, prohibiendo los matrimonios mixtos entre miembros de distintos grupos raciales y expropiando los bienes raíces pertenecientes a uno o más grupos raciales o a miembros de los mismos;
5. La explotación del trabajo de los miembros de uno o más grupos raciales, en especial sometiéndolos a trabajo forzoso;
6. La persecución de las organizaciones y personas que se oponen al apartheid privándolas de derechos y libertades fundamentales.